# Десионизация
«Десиониза́ция» — книга одного из основателей русского неоязычества Валерия Емельянова, написанная в 1970-х годах и впервые опубликованная в 1979 году на арабском языке в Сирии в газете «Аль-Баас» по указанию сирийского диктатора Хафеза Асада. Тогда же ксерокопии этой книги, якобы выпущенной Организацией освобождения Палестины в Париже, распространялись в Москве.
Основная мысль этого объёмного и эклектического сочинения: «истинная» история человечества представляет собой скрытую от глаз обывателя борьбу язычников и дегенеративных евреев-«сионистов», то есть «расовую борьбу» «арийской» и «еврейской рас». Автор даёт псевдоисторический обзор мировой истории. Повествуется о древнейшей цивилизации «арийцев-венедов», заселивших континентальную Европу и часть Азии и впервые создавших алфавит, наиболее культурно чистыми потомками которых являлось население Руси. Пересказывается содержание «Велесовой книги» и основ славянского неоязычества. Евреи изображены как профессиональные преступники, сложившиеся в определённую расу. Их творцами названы египетские и месопотамские жрецы, создавшие гибридов преступников разных рас. Книга излагает версию теории жидомасонского заговора. По мнению Емельянова, заговор «сионистов» и «масонов» был создан царём Соломоном, чтобы к 2000 году захватить власть над всем миром; в Храме Соломона якобы поклонялись дьяволу и приносили человеческие жертвы.
Книга была переведена и издана в Израиле и нескольких европейских странах в качестве образца современного советского антисемитизма. Произведение оказало влияние на развитие идей славянского неоязычества и праворадикальной среды.

## История
Валерий Емельянов (языческое имя — Велемир) (1929—1999) окончил в Москве Институт восточных языков МГУ. Служил референтом Никиты Хрущёва по ближневосточным делам. В 1963 году попал под суд за плагиат в своей кандидатской диссертации. После отставки Хрущёва в 1967 году защитил диссертацию в Высшей партийной школе при ЦК КПСС, после чего преподавал политэкономию, арабский язык и иврит в Институте иностранных языков имени Мориса Тореза, Высшей партийной школе и ряде других вузов, работал переводчиком. Хорошее знание арабского языка и особенности службы позволили Емельянову получить обширные связи в арабском мире, включая самых высокопоставленных лиц. Из этих источников он почерпнул своё понимание «сионизма». Являясь в начале 1970-х годов лектором Московского горкома партии, Емельянов призывал к «разоблачению» «жидомасонского заговора». Емельянов был автором одного из первых манифестов русского неоязычества — анонимного письма «Критические заметки русского человека о патриотическом журнале „Вече“», обнародованного в 1973 году. После появления заметок журнал в 1974 году был ликвидирован, а его редактор В. Осипов арестован.
В 1970-х годах Емельянов написал книгу «Десионизация», впервые опубликованную в 1979 году на арабском языке в Сирии в газете «Аль-Баас» по указанию сирийского диктатора Хафеза Асада. Тогда же ксерокопированная копия этой книги, якобы выпущенной Организацией освобождения Палестины в Париже, распространялась в Москве. Среди иллюстраций к книге были репродукции картин Константина Васильева на тему борьбу русских богатырей со злыми силами и, прежде всего, картины «Илья Муромец побеждает христианскую чуму», с того времени ставшей популярной у неоязычников.
Распространение идей, описанных Емельяновым в книге «Десионизация» и на лекциях в обществе «Знание» в начале 1970-х годов вызвало международный протест, заявленный американским сенатором Джейкобом Джавицем советскому послу в США А. Ф. Добрынину в 1973 году, после чего его лекции были прекращены.
По информации А. Иванова (Скуратова), экспертом по «Десионизации» выступил Евгений Евсеев. Несмотря на то, что он был одним из интеллектуальных лидеров русских националистов, он расценил книгу как антисоветскую и антисемитскую. К тому времени между этими двумя главными идеологами антисионизма началось обострение теоретических разногласий, отражённое в серии самиздатских публикаций — их самих и их соратников.
Емельянов стал обвинять в «сионизме» широкий круг лиц, включая правящую верхушку во главе с Генеральным секретарём ЦК КПСС Леонидом Брежневым. В начале 1980 года он пытался распространять копии «Десионизации» среди членов Политбюро ЦК КПСС и в его секретариате. По итогам разбирательства в Комиссии партийного контроля Емельянов был исключен из КПСС и отстранён от работы. Формальным основанием стало нарушение партийной дисциплины — издание книги за границей. С позиции ЦК КПСС самостоятельное издание книги, к тому же членом партии, было недопустимо. По этой причине, когда Емельянов на заседании КПК при ЦК КПСС 26 марта 1980 года ответил отказом на требование назвать лиц, которые помогли ему отпечатать книгу. Краткая еврейская энциклопедия связывает исключение с тем, что Емельянов назвал «сионистом» Леонида Брежнева. Исключение из партии означало крах его политической и общественной карьеры.
На основании решения Мещанского районного суда города Москвы от 03.12.2008 книга «Десионизация» внесена в российский Федеральный список экстремистских материалов под номером 970.

## Содержание
Емельянов соединил в обобщённую теорию «арийские» идеи «Велесовой книги», антихристианский пафос А. Иванова (Скуратова) и изобразительный ряд работ Константина Васильева. Емельянов писал о великой русской дохристианской цивилизации, создавшей богатую письменность и культуру. Подобно другим неоязыческим авторам Валерию Скурлатову и Владимиру Щербакову, он широко использовал «Велесову книгу», якобы сохранившую остатки истинного русского мировоззрения, составлявшего «душу народа». Древних ариев, пришедших в Индию, он называл «арийцами-венедами», которые принесли на Индостан «нашу идеологию, сохранившуюся в основе индуизма и йоги». «Венеды», они же «арийцы», какое-то время господствовали также в Восточном Средиземноморье, дав название Палестине, которое, по Емельянову, означает «Опалённый стан». В стремлении изобразить «венедов», а не семитов создателями алфавита автор относил к ним и финикийцев. «Славяне-россы», или «венеды» заселяли всю континентальную Европу и Скандинавию вплоть до земель германцев. «Единственными автохтонами Европы являются венеды и прибалтийские арийцы», тогда как кельты и германцы якобы пришли из глубин Азии. «Венеды» составляли «становой хребет арийского языкового субстрата» и были главными хранителями «общеарийской» идеологии. Чистота языка и идеологии сохранилась только «на просторах от Новгорода до Чёрного моря», где дольше всего сохранялось представление о «триединстве трёх триединых троиц»: Правь-Явь-Навь, Сварог-Перун-Световид, Душа-Плоть-Мощь. На этой земле царил золотой век — «понятия зла не существовало», русичи жили в гармонии с природой, они не знали слепой покорности Богу, не имели ни святилищ, ни жрецов. Носителями «оккультной мощи» выступали женщины-йоги, что якобы вообще свойственно «арийцам».
Евреев Емельянов изображал дикарями, которые мигрировали в «арийскую» Палестину и присвоили «арийское» культурное наследие. Сам язык евреев якобы сложился под сильным «арийским» влиянием. «Диким евреям» удалось завоевать земли «славных арийцев» не военной силой и доблестью, а благодаря преступным действиям египетских и месопотамских жрецов, страшившихся «великорослого народа Рос или Рус», обитавшего в Малой Азии и Палестине:

Для уничтожения этой угрозы жрецы древности уже давно воспитывали и растили устойчивый преступный генотип гибридного характера, созданный на протяжении многих и многих веков на базе скрещивания древних профессиональных династий преступного мира чёрной, жёлтой и белой рас.
Позднее (1994) эта идея Емельянова вылилась в формулировку: «Евреи — это профессиональные древние преступники, которые сложились в определённую расу». По Емельянову, мир обречён на вечную борьбу двух почти космических сил — патриотов-националистов и «талмудических сионистов».
С момента появления евреев стержнем мировой истории, по Емельянову, стала смертельная схватка «сионистов» (евреев) и «масонов» с остальным человечеством во главе с «арийцами» в борьбе за мировое господство. План этой борьбы якобы был разработан еще царём еврейским Соломоном. Идея зловещей роли библейского царя Соломона восходит памфлету русского мистика Сергея Нилуса, одного из первых издателей «Протоколов сионских мудрецов». Емельянов утверждал, что иудаизм требует человеческих жертвоприношений. Своей целью Емельянов ставил разоблачение замыслов «сионистско-масонского концерна», якобы замышлявшего создание всемирного государства к 2000 году. Мощным орудием в руках «сионизма» служит христианство, по Емельянову, созданное иудеями специально с целью порабощения остальных народов. Иисус у Емельянова был одновременно «обычным иудейским расистом» и «масоном», а князь Владимир Святославич наделялся еврейской кровью.
Владимир был сыном князя Святослава от Малуши, ключницы его матери княгини Ольги. Емельянов заявил, что имя Малуша — производное от еврейского имени Малка. Емельянов утверждал, что отцом Малуши был «равв» — раввин, также носивший еврейское имя Малк, выходец из хазарских евреев. «Нестеровская цензура» христианского периода, проведённая в отношении существовавших, по мнению Емельянова, дохристианских летописей, исказила «раввинич» применительно к Владимиру на «робичич» (сын рабыни — Малуши). Брата Малуши Добрыню, воеводу князя Владимира, Емельянов объявил евреем Дабраном. Емельянов писал, что Владимир повинен в убийстве своего брата Ярополка и узурпации власти. При этом, по заявлению Емельянова, «школу узурпатора» он прошёл, когда, находился на двухлетней стажировке в западноевропейских странах. В правление Владимира на Руси впервые появляются идолы и практикуются человеческие жертвоприношения (вразрез с «арийской» верой); десять лет идолопоклонства и вызванное этим недовольство народа подготовили почву для крещения.
По утверждениям Емельянова, лишь «арийский» мир во главе с Россией был способен дать отпор «сионизму». США уже подчинились власти «сионистско-масонских хозяев». Все американские президенты, являлись членами масонских лож и контролировались раввинами. Современный мир, по Емельянову, вступил в финальную фазу противоборства двух сил за мировое господство, начало которому было положено несколько тысячелетий назад, когда «тайные ордена Древнего Египта, Месопотамии и даже доколумбовой Америки были осёдланы раввинами» с целью «расшатывать любые гойские институты» — государства, религиозные культы, научные учреждения и др.
Все международные правозащитные организации, по заявлениям автора, являются собраниями масонов и сионистов, понимающих под «человеком» исключительно евреев и проводящих свою политику в интересах «иудаизма». Современный Емельянову СССР представлен практически единственным государством, избежавшим «сионистской» угрозы. Однако, согласно автору, из-за беспечности «гойского населения» эта позиция государства поколеблена. Угрозами автор считал советское диссидентское движение, все участники которого названы «сионистами», а также настроения евреев диаспоры, которые симпатизируют не «нашим естественным союзникам-арабам», а «классовым противникам — сионистам».
Кроме описания «истории», структуры и методики функционирования «сионо-масонского концерна», в книге помещался устав «Всемирного антисионистского и антимасонского фронта» (ВАСАМФ). В разделе «Принципы и задачи фронта» предусматривалось формирование его как «всемирной организации защиты от еврейского нацизма-сионизма» и освобождения всех народов мира, и главное славян, от «оккупации».

## Влияние
В 1986 году Емельянов вступил в Общество «Память» Дмитрия Васильева. «Классическими произведениями» в обществе служили «Десионизация» Емельянова и «Христианская чума» А. М. Иванова (Скуратова).
Многие идеи книги получили распространение в славянском неоязычестве и праворадикальной среде: кража евреями великой «арийской» мудрости, народная этимология слова «Палестина», евреи как гибриды преступников разных рас и др. Последнее было воспринято такими авторами, как Александр Баркашов, Юрий Петухов, Ю. М. Иванов, Владимир Истархов. Ряд идей Емельянова из «Десионизации» прямо заимствованы писателем Юрием Сергеевым. Письмо 1973 года содержало основные компоненты идеологии политизированного крыла русского неоязычества: антисемитизм, идея «сионистского заговора», отвержение христианства как «еврейской религии», призыв возродить мировоззрение славяно-русского язычества.
Под влиянием Емельянова в фантастическую и паранаучную литературу о древних славянах вошёл ряд терминов-маркеров, упоминание которых указывает осведомлённым на то, что речь идёт о конкретной идеологии, но позволяет избежать обвинений в антисемитизме или расизме: «Опалённый стан» (Палестина); «Сиян-гора» (Сион); «Руса-салем» (Иерусалим); пращуры-степняки, путешествовавшие в древности по всей Евразии; Хазария как паразитическое государство (хазарский миф) и др.
Емельянов является автором одного из основных по мировоззренческой значимости русских неоязыческих мифов о еврейско-хазарском происхождении князя Владимира Святославича, из-за которого он и ввёл христианство, орудие порабощения «арийцев» евреями. Историк и религиовед Р. В. Шиженский характеризует эту идею как один из наиболее «одиозных» неоязыческих исторических мифов. Учёный писал, что миф Емельянова о князе Владимире в части происхождения князя строится исключительно на попытке соотнести и отождествить имена «Малк», «Малка», «Добрыня» с понятиями (даже не анторопонимами), которые автор выводит из еврейского языка «дабран» — хороший оратор, говорун, «малик» — царь, правитель. Шиженский отмечает, что неоязыческий миф о Владимире противоречит научным работам по данному вопросу и совокупности исторических источников, в частности свидетельствующих о широком распространении на Руси и славянском происхождении антропонима Малк.

## Издания
- Десионизация : [международный сионизм] ; 1-е изд. в 1970-х годах на арабском; в 1979 самиздат на русском (указано «Париж»).
- Фрагменты «Десионизации» опубликованы в 1984 году в 4-м номере нью-йоркского праворадикального журнала «Русское самосознание» (издатель Н. Тетенов)[16].
- Автобиография и «Десионизация». — М.: Русская Правда, 2001. — тираж 5 000 экз.
- «Десионизация» — М.: Русская Правда, 2005.